# Ariel Hernández
Ariel Hernández Azcuy (Guane, 8 april 1972) is een Cubaans bokser. Hij werd olympisch kampioen in de middengewichtklasse op de Olympische Spelen van 1992 en won 4 jaar later op de Olympische Spelen van 1996 weer het goud in de middengewichtklasse. Ook won hij twee keer het wereldkampioenschap boksen.

## Erelijst

### Olympische Spelen
- 1992 in Barcelona, Spanje (–75 kg)
- 1996 in Atlanta, Verenigde Staten (–75 kg)

### Wereldkampioenschappen
- 1993 in Tampere, Finland (–75 kg)
- 1995 in Berlijn, Duitsland (–75 kg)
- 1997 in Boedapest, Hongarije (–75 kg)

### Pan-Amerikaanse Spelen
- 1995 in Mar del Plata, Argentinië (–75 kg)

1904: Charles Mayer ·
1908: John Douglas ·
1920: Harry Mallin ·
1924: Harry Mallin ·
1928: Piero Toscani ·
1932: Carmen Barth ·
1936: Jean Despeaux ·
1948: László Papp ·
1952: Floyd Patterson ·
1956: Gennadi Sjatkov ·
1960: Eddie Crook ·
1964: Valeri Popentsjenko ·
1968: Chris Finnegan ·
1972: Vjatsjeslav Lemesjev ·
1976: Michael Spinks ·
1980: José Gómez ·
1984: Shin Joon-sup ·
1988: Henry Maske ·
1992: Ariel Hernández ·
1996: Ariel Hernández ·
2000: Jorge Gutiérrez ·
2004: Gaidarbek Gaidarbekov ·
2008: James DeGale ·
2012: Ryōta Murata ·
2016: Arlen López ·
2020: Hebert Conceição ·
2024: Oleksandr Chyzjnjak